# 위밋 다발라
위밋 다발라(튀르키예어: Ümit Davala, 1973년 7월 30일 ~ )는 독일 태생 튀르키예의 전직 축구 선수로 포지션은 오른쪽 풀백이었으며 튀르키예 축구 대표팀의 일원으로도 활약했다.

### 2002년 FIFA 월드컵
다발라는 2002년 FIFA 월드컵에서 중국과의 최종전에서 추가 득점을 기록하고 3대 0 대승과 동시에 팀의 첫 16강 진출을 이끌었고, 일본과의 16강전에서도 결승골을 넣고 팀의 승리를 이끌었다. 그리고 세네갈과의 8강전에서는 연장 초반에 일한 만스즈의 골든골을 어시스트하고 4강 신화를 달성했다. 비록 브라질과의 준결승전에서 패배하면서 결승 진출은 좌절됐으나, 대한민국과의 3·4위전에서 승리를 이끌고 유종의 미를 거뒀다.

## 수상
갈라타사라이
- 터키컵 : 1995-96, 1998-99, 1999-00
- 쉬페르리그 : 1996-97, 1997-98, 1998-99, 1999-00,
- 1999-00 UEFA컵 우승
- 2000년 UEFA 슈퍼컵 우승
- 2002년 올해의 선수

베르더 브레멘
- 2003-04 분데스리가 우승
- 2003-04 DFB-포칼 우승
- 2004년 올해의 선수

터키
- 2002년 FIFA 월드컵 3위